# Neriungri
Neriungri (ru. Нерюнгри) este un oraș din Iacuția, Federația Rusă, cu o populație de 66.269 locuitori.